# Portland and Rumford Falls Railway

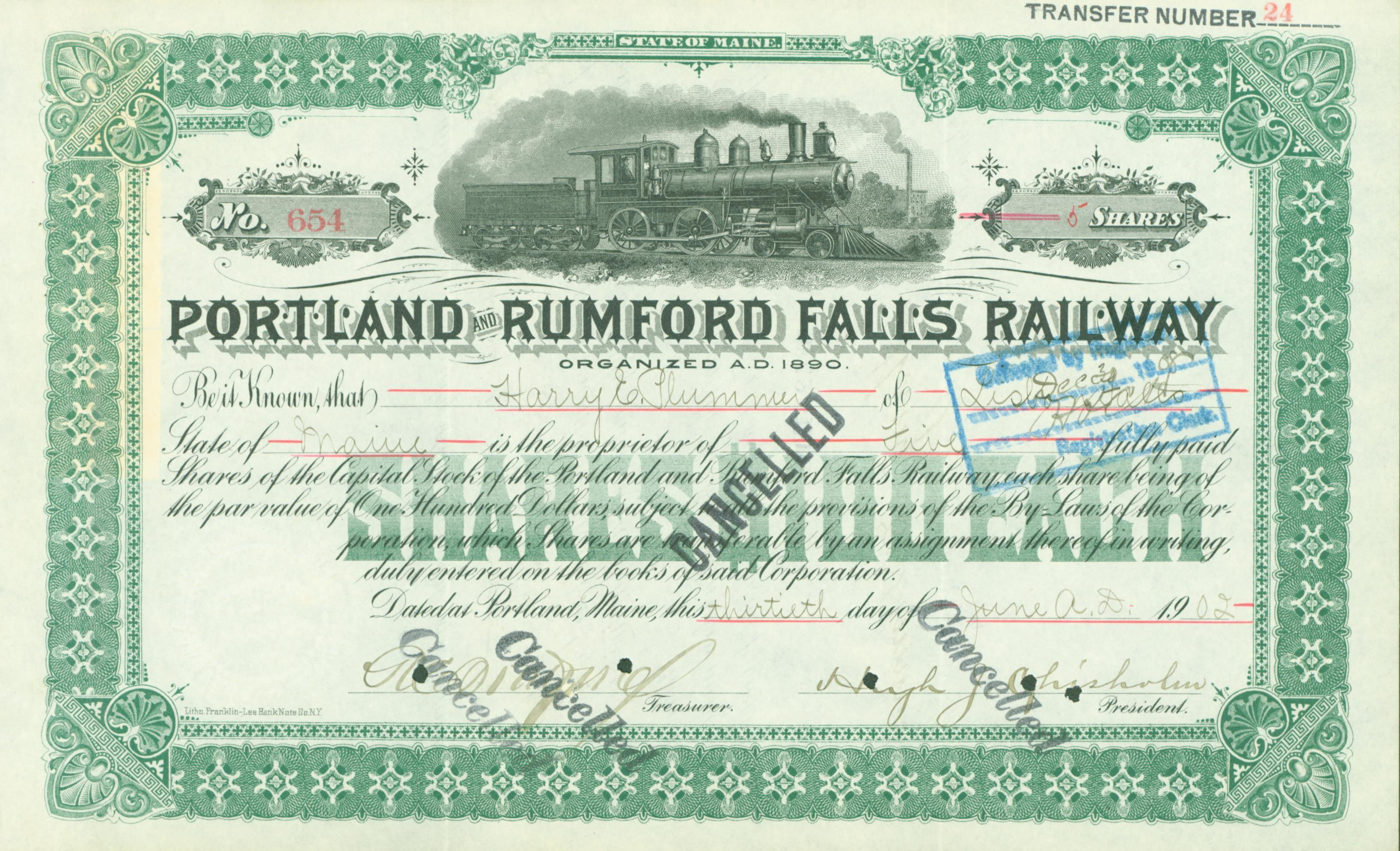
Aktie der Portland and Rumford Falls Railway vom 30. Juni 1902, signiert von Hugh J. Chisholm

Die Portland and Rumford Falls Railway ist eine ehemalige Eisenbahngesellschaft in Maine (Vereinigte Staaten). 
Sie wurde am 22. Juni 1847 als „Buckfield Branch Railroad“ gegründet. Ziel der Gesellschaft war es, die Kleinstadt Buckfield an das Eisenbahnnetz anzubinden. Als Verknüpfungspunkt wählte man Mechanic Falls an der Atlantic and St. Lawrence Railroad (A&SL). Der Bau der 20,9 Kilometer langen Strecke begann 1848 und Anfang 1850 konnte die Strecke eröffnet werden. Da die anschließende A&SL in der Spurweite von 5½ Fuß (1676 mm) gebaut worden war, entschied man sich auch bei der Buckfield Branch Railroad für diese Spurweite. 
Nach dem Konkurs und der daraus resultierenden Betriebseinstellung 1856 firmierte die Bahn ab dem 15. April 1857 als „Portland and Oxford Central Railroad“. Die neue Gesellschaft konnte nun endlich die Strecke bis Sumner fertigstellen und in Betrieb nehmen. Die Pläne, die Strecke südwärts nach Portland zu verlängern, wurden zunächst aufgegeben. 1868 war Hartford erreicht, und 1870 schließlich Canton. 1873 musste der Verkehr auf der Strecke erneut eingestellt werden. Nachdem 1874 die Hauptstrecke Portland–Montréal auf Normalspur umgebaut worden war, spurte man auch die Strecke nach Canton um und eröffnete sie 1879 wieder. 1884 ging die Verlängerung nach Gilbertville in Betrieb.
Am 3. März 1874 übernahm die neu gegründete „Rumford Falls and Buckfield Railroad“ die Bahn. Sie baute in Canton einen 2,4 Kilometer langen Abzweig zu den Steam Mills. Am 8. November 1890 pachtete die am gleichen Tag neu gegründete „Portland and Rumford Falls Railway“ die immer noch defizitäre Bahn. Die Strecke wurde in beide Richtungen verlängert, nach Süden um 18,8 Kilometer bis Rumford Junction, nach Norden um 23,6 Kilometer nach Rumford Falls. Die Erweiterungen gingen 1894 in Betrieb. Für den 6,8 Kilometer langen Abschnitt von Rumford Junction bis Lewiston hatte die Bahngesellschaft mit der Maine Central Railroad (MEC) ein Mitbenutzungsrecht ausgehandelt. Eine 17,7 Kilometer lange Verbindungsstrecke entstand zwischen Canton und Livermore Falls, wo Anschluss zur MEC bestand. Sie wurde 1897 eröffnet.
Die Portland and Rumford Falls Railroad pachtete die Gesellschaft am 1. April 1907 für 1000 Jahre. Die Strecke von Livermore Falls nach Rumford (früher Rumford Falls) besteht noch heute und wird von den Pan Am Railways genutzt, die übrige Strecke Rumford Junction–Canton wurde in den 1950er Jahren stillgelegt.